# توماس ماكبرايد
توماس ماكبرايد (بالإنجليزية: Thomas McBride)‏ هو لاعب كرة قدم بريطاني في مركز الوسط، ولد في 30 مايو 1992 في ديري في المملكة المتحدة. شارك مع منتخب جمهورية أيرلندا تحت 19 سنة لكرة القدم. أما مع النوادي، فقد لعب مع ديري سيتي ونورثامبتون تاون.